# Эсебуа, Теймураз Косманович
Теймураз Косманович Эсебуа (род. 11 сентября 1954, Миха-Цхакая) — советский футболист, нападающий, полузащитник.
Воспитанник спортивной школы Миха-Цхакая, тренер О. Чикобава. С 1970 года — в команде второй лиги «Динамо» Батуми. В 1974 году перешёл в «Динамо» Тбилиси, в котором за 2,5 года сыграл 34 матча (плюс один аннулированный) в высшей лиге. В 1977 году в «Динамо» Батуми забил 16 голов во второй лиге. В 1978—1979 годах сыграл 20 матчей в чемпионате за «Черноморец» Одесса. В дальнейшем играл за команды первой и второй лиг «Кристалл» Херсон (1980), СКА Одесса (1981—1983), «Динамо» Батуми (1985), любительский клуб «Динамо» Одесса (1986—1987).
Сын Тараш (род. 1993) — воспитанник СДЮШОР «Черноморец».